# Епархия Мансы

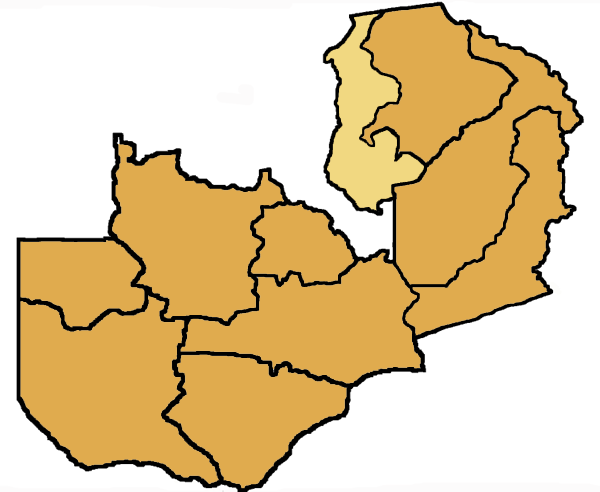
Карта епархии Мансы

Епархия Мансы (лат. Dioecesis Mansaensis) — епархия Римско-католической церкви с центром в городе Манса, Замбия. Епархия Мансы входит в митрополию Касамы. Епархия Мансы распространяет свою юрисдикцию на замбийскую провинцию Луапула. Кафедральным собором епархии Мансы является церковь Вознесения Пресвятой Девы Марии.

## История
10 июля 1952 года Римский папа Пий XII издал буллу «Ut qui sacris», которой учредил апостольскую префектуру Форт-Роузбери, выделив её из апостольского викариата Бангвеулу (сегодня — архиепархия Касамы).
3 января 1961 года Римский папа Иоанн XXIII издал буллу «Venerabiles Fratres», которой преобразовал апостольскую префектуру Форт-Роузбери в епархию.
22 ноября 1967 года епархия Форт-Роузбери была переименована в епархию Мансы.

## Ординарии епархии
- епископ René-Georges Pailloux, M.Afr.[1] (7.11.1952 — 3.07.1971);
- епископ Elias White Mutale (3.07.1971 — 17.09.1973), назначен архиепископом Касамы;
- епископ  James Spaita (28.02.1974 — 3.12.1990), назначен архиепископом Касамы;
  - Sede vacante (1990—1993)
- епископ Andrew Aaron Chisha (1.07.1993 — 15.01.2009);
  - Sede vacante (2009—2013)
- епископ Patrick Chisanga, O.F.M.Conv. (30.11.2013 — по настоящее время).

## Источник
- Annuario Pontificio, Libreria Editrice Vaticana, Città del Vaticano, 2003, ISBN 88-209-7422-3
- Булла Ut qui sacris, AAS 44 (1952), стр. 805  (лат.)
- Булла Venerabiles Fratres, AAS 53 (1961), стр. 540  (лат.)